# Palpomyia callangana
Palpomyia callangana är en tvåvingeart som beskrevs av Jean-Jacques Kieffer 1917. Palpomyia callangana ingår i släktet Palpomyia och familjen svidknott.
Artens utbredningsområde är Peru. Inga underarter finns listade i Catalogue of Life.